# Diocèse de Fukuoka

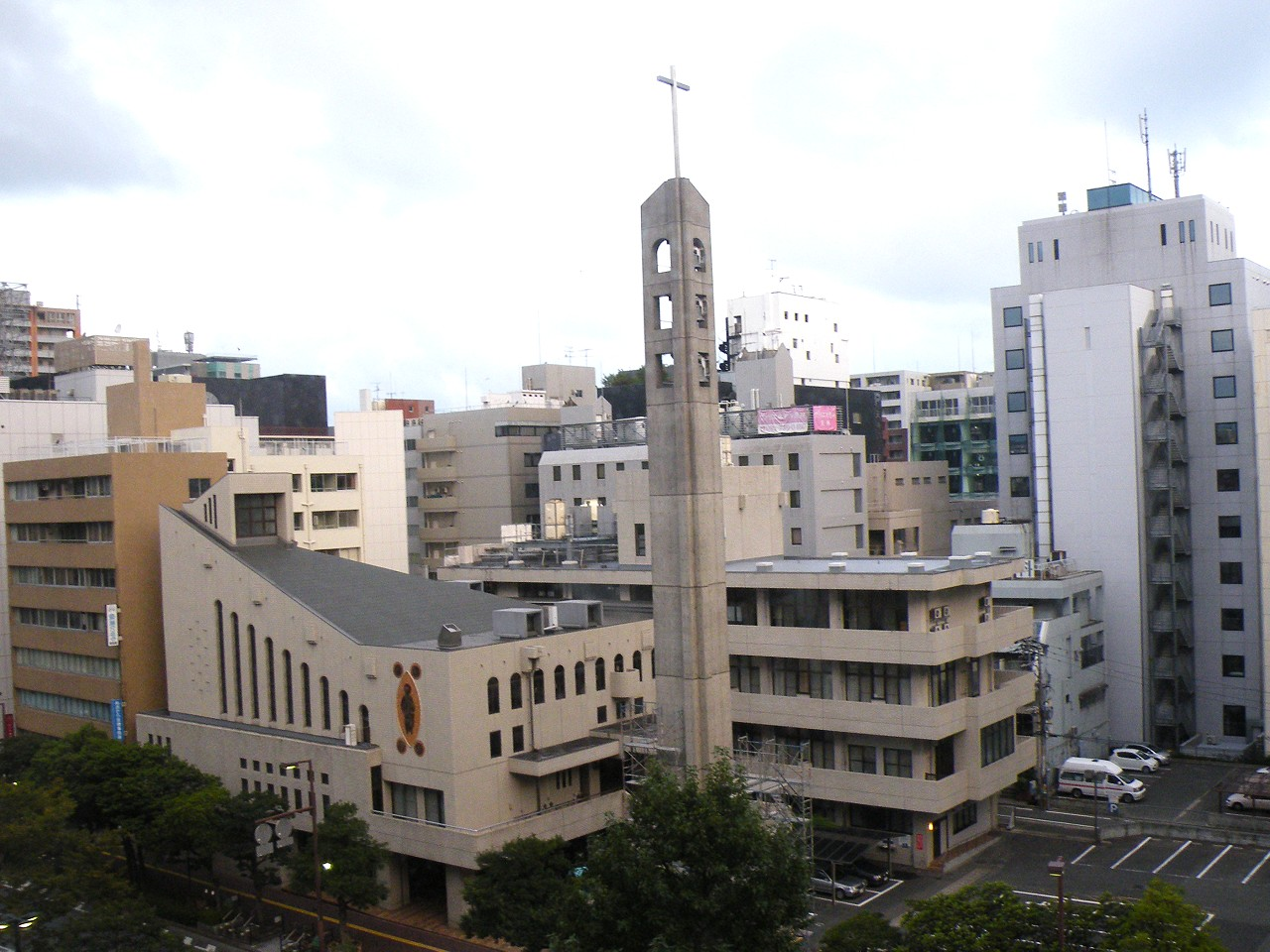
Cathédrale de Fukuoka

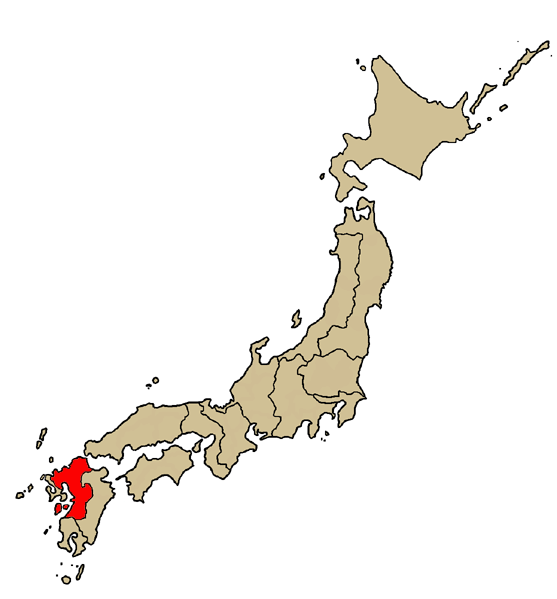
Localisation du diocèse

Le diocèse de Fukuoka (Dioecesis Fukuokaensis) est un siège de l'Église catholique au sud du Japon, suffragant de l'archidiocèse de Nagasaki. Il comptait en 2016 un nombre de 29.826 baptisés sur 7.725.204 habitants.

## Territoire
Le diocèse comprend la préfecture de Fukuoka, la préfecture de Saga et celle de Kumamoto.
Son siège épiscopal est à la ville de Fukuoka, où se trouve la cathédrale Notre-Dame-des-Victoires.
Son territoire s'étend sur su 14.554 km² et il est divisé en 55 paroisses.

## Histoire
Le diocèse est érigé le 16 juillet 1927 par le bref apostolique Catholicae Fidei de Pie XI, recevant son territoire du diocèse de Nagasaki (aujourd'hui archidiocèse). Le diocèse est alors confié aux Missions étrangères de Paris.
Le 27 mars 1928, il cède une portion de son territoire à l'avantage de la nouvelle mission suis juris de Miyazaki (aujourd'hui diocèse d'Ōita).

## Ordinaires
- Fernand-Jean-Joseph Thiry, M.E.P.  † (14 juillet 1927 - 10 mai 1930)
- Albert Henri Charles Breton, M.E.P. † (9 juin 1931 - 16 janvier 1941)
- Dominique Senyemon Fukahori † (9 mars 1944 - 15 novembre 1969)
- Pierre Saburo Hirata, P.S.S. † (15 novembre 1969 - 6 octobre 1990)
- Joseph Hisajiro Matsunaga † (6 octobre 1990 - 2 juin 2006)
- Dominique Ryōji Miyahara (19 mars 2008 - 27 avril 2019)
- Josep Maria Abella Batlle, CMF, (depuis le 15 avril 2020)

## Statistiques
Le diocèse comprenait à la fin de l'année 2016 - sur une population de 7.725.204 personnes - un nombre de 29.826 baptisés, soit 0,4% de la population, chiffre demeuré constant depuis le début de l'histoire du diocèse. Il dispose de 88 prêtres, 51 religieux, 312 religieuses, dans 55 paroisses.